# 納皮黑德闊特斯 (新墨西哥州)
納皮黑德闊特斯（英語：Napi Headquarters）是位於美國新墨西哥州聖胡安縣的普查規定居民點。

## 人口
根據2020年美國人口普查的數據，納皮黑德闊特斯的面積為11.53平方千米，皆為陸地。當地共有人口758人，而人口密度為每平方千米65.74人。